# Skinke (film)
|  | Denne artikel er oprettet af botten Steenthbot ud fra en ekstern database. Den kan derfor have sproglige fejl eller mangler. Denne skabelon kan fjernes efter kontrol af indholdet. |

Skinke er en dansk kortfilm fra 2010 instrueret af Johan Knattrup Jensen.

## Handling
Kokken Magnus og hans kæreste, Thea, er til åbningsfest på Magnus' nye restaurant. Men under festen tror Magnus, at Thea er sammen med en fremmed mand, og hans jalousi eksploderer. Han tager hende med hjem og låser hende inde i køkkenet, indtil hun siger undskyld.

## Medvirkende
- Carsten Bjørnlund
- Stine Fischer Christensen
- Peter Christoffersen